# Oecothea fenestralis
Oecothea fenestralis är en tvåvingeart som först beskrevs av Fallen 1820.  Oecothea fenestralis ingår i släktet Oecothea och familjen myllflugor. Arten är reproducerande i Sverige. Inga underarter finns listade i Catalogue of Life.